# Pierre Carey le Pelley
Pierre Carey le Pelley (1828) è stato il diciassettesimo signore di Sark dal 1849 al 1852.
Alla morte del padre, insieme al titolo ereditò appena ventunenne il debito di 4'000 sterline che questi aveva contratto con un corsaro locale, John Allaire (1762–1846), al fine di finanziare l'attività mineraria sull'isola e mettendo come garanzia l'isola di Sark ed il titolo di signore. Crollata nel 1845 la miniera, che non era mai riuscita a generare utili, fu costretto a vendere alla figlia ed erede di Jhon Allaire, nel frattempo deceduto, Marie Allaire, per 6'000 sterline, il possesso di Sark e del suo titolo. Da allora sono i discendenti dalla famiglia Collings a detenere il titolo nobiliare e gli antichi poteri ad esso collegati.